# Tyet
Tyet é um antigo símbolo egípcio da deusa Ísis, sua origem exata é desconhecida. Em muitos aspectos, o tyet se assemelha a um ankh, exceto que os seus braços são curvados para baixo. Seu significado é também uma reminiscência do ankh, como muitas vezes é traduzida para dizer "bem-estar" ou "vida". Parece ser chamado de "o nó de Ísis", porque se assemelha a um nó usado para proteger as roupas que os deuses egípcios usavam. O significado de "Sangue de Isis" é mais obscuro, mas era frequentemente usado como um amuleto funerário feito de uma pedra vermelha ou de vidro. Também é especulado que o Tyet representa o fluxo de sangue menstrual do útero de Ísis e suas propriedades mágicas.
Todas estas variantes, no entanto, aparecem em contextos relacionados à ideia de ressurreição e vida eterna.
Por causa deste nome, "Sangue de Isis", o sinal era frequentemente usado como um amuleto feito de uma pedra funerária semi-preciosa vermelha, como cornalina ou jaspe ou de vidro vermelho. O Livro dos Mortos, magia 156, afirma:
"Você possui o seu sangue, Ísis, você possui o seu poder, Ísis, que possui a sua magia, Ísis. O amuleto é uma proteção para o Grande, que irá expulsar qualquer um que iria realizar um ato criminal contra ele."
Alguns amuletos claramente não eram vermelhos, mas o Livro dos Mortos também especifica que o símbolo deve ser feito de pedra "vermelha de sangue", e ser colocado no pescoço do defunto.

## História
Em contextos de representação, o tyet é encontrado como um símbolo decorativo logo na III Dinastia, quando ele aparece com dois ankh e os sinais djed, e mais tarde foi com o cetro. No entanto, o símbolo em si é muito mais antigo
, aparecendo, pelo menos, tão cedo quanto o período pré-dinástico.
Pelo Novo Reino, o símbolo foi claramente associado com Ísis, talvez devido à sua associação frequente com o pilar djed. Os dois símbolos foram, portanto, utilizados para aludir a Osíris e Ísis e com a natureza binária da própria vida. A associação do sinal com Ísis leva a que sejam dados os nomes "o Nó de Ísis" (como ele lembra o nó que protege as vestes dos deuses nas representações de muitos), "o Cinturão de Ísis" e "o Sangue de Ísis".
Há complexas mitologias associadas a esses nomes, mas é impossível saber neste momento se as histórias preservam o significado original do objeto tyet ou se eles  apenas foram desenvolvidas para explicar e expandir os nomes estabelecidos. Os estudiosos têm sugerido que poderia representar o pano usado por uma mulher durante a menstruação, mas como muita coisa sobre este símbolo, isto é, não é certo. Nós foram amplamente utilizados como amuletos porque os egípcios acreditavam estar vinculado e liber mágia. E de acordo com a EA Wallis Budge, a forma do amuleto pode resultar da identificação de Ísis como a mãe universal, e pode ser uma representação estilizada de seus órgãos femininos. No entanto, deve-se notar que a maioria dessas sugestões "são pouco mais do que isso".
Do Império Antigo, o nó tyet também foi fundido com os rostos de bovinos das deusas Hator ou Bat como um tema emblemático relacionado com os seus cultos e como um crachá de escritório para o kherep-ah ("gerente" do Palácio). Combinado com a face vaca-eared da deusa Hator, o tyet é comumente descrito como um pingente e amuleto rebaixado do cinto de segurança em estátuas que datam do terceiro período intermediário. Estátuas incluindo este detalhe do amuleto suspenso muitas vezes mostram-no balançando bastante visível apenas sobre os joelhos da figura sentada. No final de exemplos como este, no entanto, o emblema geralmente parece estar presente como um amuleto de proteção ao invés de um crachá de escritório.  

## Ligações Externas
The Tyet Simbol (em inglês)